# Joseph Strauss (enginyer)
|  | Aquest article tracta sobre l'enginyer americà Joseph Strauss. Vegeu-ne altres significats a «Joseph Strauss (desambiguació)». |

Joseph Strauss   (Cincinnati, 9 de gener de 1870 - Los Angeles, 16 de maig de 1938) va ser un enginyer estructural nord-americà que va revolucionar el disseny dels ponts basculants. Va ser l'enginyer en cap del Pont Golden Gate, un pont penjant.

## Vida, inicis i mort
Va néixer a Cincinnati, Ohio, en una família artística d'ascendència jueva-alemanya. La seva mare era pianista, i el seu pare, Raphael Strauss, era escriptor i pintor. Es va graduar a la Universitat de Cincinnati el 1892 amb una llicenciatura en enginyeria civil. Va servir com a poeta de classe i president, i va ser germà de la fraternitat Sigma Alpha Epsilon.
Strauss tenia moltes aficions. Un d'ells inclou la poesia. Després de la finalització del pont Golden Gate, va tornar a la seva passió per la poesia i va escriure el seu poema més reconeixible "The Mighty Task is Done". També va escriure "The Redwoods", i la seva "Sequoia" encara la poden comprar els turistes que visiten les sequoies de Califòrnia.
Va morir a Los Angeles, Califòrnia, només un any després de la finalització del Golden Gate. La seva estàtua es pot veure al costat de San Francisco del pont. Està enterrat al Forest Lawn Memorial Park a Glendale al Gran Mausoleu, Santuari de Meditació, Crypt 6281.

## Els inicis de la carrera i el pont basculós
Strauss va ser hospitalitzat mentre estava a la universitat i la seva habitació de l'hospital donava al pont penjant John A. Roebling. Això va despertar el seu interès pels ponts. Quan es va graduar a la Universitat de Cincinnati, Strauss va treballar a l'oficina de Ralph Modjeski, una empresa especialitzada en la construcció de ponts. En aquella època, es van construir ponts basculants amb contrapesos de ferro cars. Va proposar utilitzar contrapesos de formigó més barats en lloc del ferro. Quan les seves idees van ser rebutjades, va abandonar l'empresa i va iniciar la seva pròpia empresa, la Strauss Bascule Bridge Company de Chicago, on va revolucionar el disseny dels ponts basculants.

## Dissenys de ponts
Strauss va ser el dissenyador del pont Burnside (1926) a Portland, Oregon, i del pont Lewis i Clark (1930) sobre el riu Columbia entre Longview, Washington i Rainier, Oregon. Strauss també va treballar amb la Dominion Bridge Company en la construcció del Cherry Street Strauss Trunnion Bascule Bridge a Toronto, Ontario. El 1912 va dissenyar el pont basculós del ferrocarril HB&T sobre Buffalo Bayou a Houston, Texas (ara amagat sota un pont de l'Interstate 69 a l'ombra del centre de Houston). El seu disseny també es va exportar a Noruega on el pont Skansen encara s'utilitza diàriament. Però el disseny del pont Strauss també va ser copiat i utilitzat en altres llocs d'Europa. Dos ponts encara s'utilitzen diàriament a Suècia: els ponts del ferrocarril sobre el canal de Trollhätte, a Vänersborg i Danviksbron a Estocolm. A Sête, França, sobre el Canal du Midi, es troba una altra còpia dels ponts dissenyats per Strauss.

### Pont Golden Gate
Com a enginyer en cap del pont Golden Gate de San Francisco, Califòrnia, Strauss va superar molts problemes. Va haver de trobar finançament i suport per al pont dels ciutadans i de l'exèrcit nord-americà. També hi va haver innovacions en la manera de construir el pont. Havia d'abastar una de les distàncies més grans que s'hagi recorregut mai, assolir altures que no s'havien vist en un pont i aguantar les forces de l'oceà. Va col·locar un maó del McMicken Hall enderrocat a la seva alma mater, la Universitat de Cincinnati, a l'ancoratge sud abans que s'aboqués el formigó.
Strauss estava preocupat per la seguretat dels seus treballadors. Va requerir que s'instal·lés una xarxa sota el pont Golden Gate durant la construcció. Aquesta xarxa va salvar un total de 19 vides.

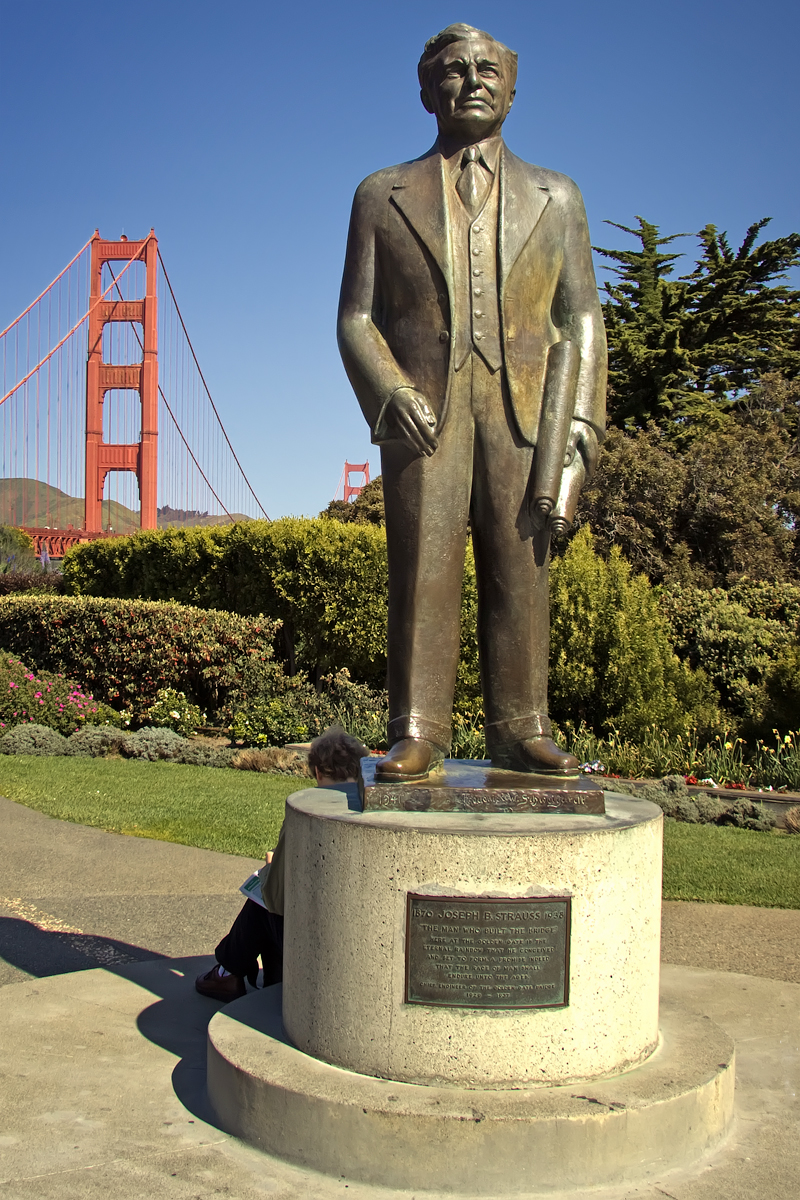
La memoria d'en Joseph Strauss a San Francisco.

Strauss és acreditat com l'enginyer en cap del pont Golden Gate, però Charles Alton Ellis és responsable de la major part del disseny estructural. No obstant això, a causa d'una disputa amb Strauss, Ellis no va ser reconegut pel seu treball quan es va obrir el pont el 1937. Una placa en honor a Ellis es va instal·lar a la torre sud el 2012, per reconèixer les seves contribucions.

### Altres obres
- FEC Strauss Trunnion Bascule Bridge (Jacksonville, Florida)
- Pont d'Isleton
- Pont del carrer Johnson
- Pont del ferrocarril del carrer Kinzie
- Mystic River Bascule Bridge
- Pont de la línia aèria de Sant Carles
- Pont de Lewis i Clark (riu Columbia)
- Pont del riu Tàmesi (Amtrak)
- Pont de la unitat exterior
- Sorteig HX
- Pont Lefty O'Doul